# Flavio Cipolla
Flavio Cipolla (Rome, 20 oktober 1983) is een Italiaans professioneel tennisser. Hij haalde in 2007 de tweede ronde van de French Open, waarin hij verloor van Rafael Nadal. In 2008 haalde hij de derde ronde van de US Open. In 2009 wist hij de tweede ronde van de Australian Open te bereiken, maar werd verslagen door Tommy Haas met 6-1, 6-2 en 6-1.

## Palmares

### Enkelspel
| Nr.                          | Datum            | Toernooi | Ondergrond | Tegenstander in finale | Score            |
| ---------------------------- | ---------------- | -------- | ---------- | ---------------------- | ---------------- |
| gewonnen finales challengers |                  |          |            |                        |                  |
| 1.                           | 11 juni 2006     | Turijn   | Gravel     | Marcel Granollers      | 6-3, 6-3         |
| 2.                           | 5 augustus 2007  | Trani    | Gravel     | Pablo Andújar          | 4-6, 6-2, 6-4    |
| 3.                           | 9 september 2007 | Genua    | Gravel     | Gianluca Naso          | 6-2, 6-7(4), 7-5 |
| 4.                           | 6 januari 2008   | Nouméa   | Hardcourt  | Stephane Bohli         | 6-4, 7-5         |
| 5.                           | 6 februari 2011  | Burnie   | Hardcourt  | Chris Guccione         | walk-over        |

### Dubbelspel
| Nr.                               | Datum             | Toernooi      | Ondergrond    | Partner                 | Tegenstanders in finale                      | Score               |         |
| --------------------------------- | ----------------- | ------------- | ------------- | ----------------------- | -------------------------------------------- | ------------------- | ------- |
| gewonnen finales mannendubbelspel |                   |               |               |                         |                                              |                     |         |
| 1.                                | 1 mei 2016        | ATP Istanboel | Gravel        | Dudi Sela               | Andrés Molteni Diego Schwartzman             | 6-3, 5-7, [10-7]    | details |
| gewonnen finales challengers      |                   |               |               |                         |                                              |                     |         |
| 1.                                | 10 juli 2005      | Mantua        | Gravel        | Alessandro Motti        | Salvador Navarro Óscar Serrano Gámez         | 5-7, 6-3, 6-3       |         |
| 2.                                | 7 augustus 2005   | Saransk       | Gravel        | Simon Stadler           | Konstantin Kravtsjoek Aleksandr Koedrjavtsev | 7-6(2), 4-6, 7-6(3) |         |
| 3.                                | 25 september 2005 | Banja Luka    | Gravel        | Rainer Eitzinger        | Jeroen Masson Stefan Wauters                 | 4-6, 6-3, 6-3       |         |
| 4.                                | 1 oktober 2006    | Bratislava    | Gravel        | Marcel Granollers       | David Marrero Pablo Santos                   | 7-6(2), 6-4         |         |
| 5.                                | 15 oktober 2006   | Barcelona     | Hardcourt     | Tomas Behrend           | Pablo Andújar Marcel Granollers              | 6-3, 6-2            |         |
| 6.                                | 1 april 2007      | Napels        | Gravel        | Marcel Granollers       | Marco Crugnola Alessio Di Mauro              | 6-4, 6-2            |         |
| 7.                                | 6 mei 2007        | Rome          | Gravel        | Marcel Granollers       | Stefano Galvani Manuel Jorquera              | 3-6, 6-1, [11-9]    |         |
| 8.                                | 6 januari 2008    | Nouméa        | Hardcourt     | Simone Vagnozzi         | Jan Mertl Martin Slanar                      | 6-4, 6-4            |         |
| 9.                                | 17 februari 2008  | Belgrado      | Tapijt (i)    | Konstantinos Economidis | Alessandro Motti Filip Polášek               | 4-6, 6-2, [10-8]    |         |
| 10.                               | 6 april 2008      | Barletta      | Gravel        | Marcel Granollers       | Oliver Marach Michal Mertiňák                | 6-3, 2-6, [11-9]    |         |
| 11.                               | 4 mei 2008        | Rome          | Gravel        | Simone Vagnozzi         | Paolo Lorenzi Giancarlo Petrazzuolo          | 6-3, 6-3            |         |
| 12.                               | 8 juni 2008       | Alessandria   | Gravel        | Simone Vagnozzi         | Matwé Middelkoop Melle Van Gemerden          | 3-6, 6-1, [10-4]    |         |
| 13.                               | 19 oktober 2008   | Tasjkent      | Hardcourt     | Pavel Šnobel            | Michail Jelgin Aleksandr Koedrjavtsev        | 6-3, 6-4            |         |
| 14.                               | 28 februari 2010  | Meknes        | Gravel        | Pablo Andújar           | Oleksandr Dolgopolov Artem Smirnov           | 6-2, 6-2            |         |
| 15.                               | 12 september 2010 | Brasov        | Gravel        | Daniele Giorgini        | Radu Albot Andrei Ciumac                     | 6-3, 6-4            |         |
| 16.                               | 19 september 2010 | Todi          | Gravel        | Alessio Di Mauro        | Marcel Granollers Gerard Granollers          | 6-1, 6-4            |         |
| 17.                               | 3 april 2011      | Barranquilla  | Gravel        | Paolo Lorenzi           | Alejandro Falla Eduardo Struvay              | 6-3, 6-4            |         |
| 18.                               | 16 maart 2014     | Kazan         | Hardcourt (i) | Goran Tosic             | Victor Baluda Konstantin Kravtsjoek          | 3-6, 7-5, [12-10]   |         |
| 19.                               | 8 maart 2015      | Quimper       | Hardcourt (i) | Dominik Meffert         | Martin Emmrich Andreas Siljeström            | 3-6, 7-6(5), [10-8] |         |
| 20.                               | 7 juni 2015       | Mestre        | Gravel        | Potito Starace          | Facundo Bagnis Sergio Galdós                 | 5-7, 7-6(3), [10-4] |         |
| 21.                               | 12 juli 2015      | Todi          | Gravel        | Máximo González         | Andreas Beck Peter Gojowczyk                 | 6-4, 6-1            |         |
| 22.                               | 30 augustus 2015  | Manerbio      | Gravel        | Daniel Muñoz de la Nava | Gero Kretschmer Alexander Satschko           | 7-6(5), 3-6, [11-9] |         |
| 23.                               | 20 september 2015 | Banja Luka    | Gravel        | Ilia Bozoljac           | Jaroslav Pospisil Jan Šátral                 | 6-2, 7-5            |         |

## Resultaten grote toernooien
| Legenda | Legenda                          |
| ------- | -------------------------------- |
| g.t.    | geen toernooi gehouden           |
| l.c.    | lagere categorie                 |
| –       | niet deelgenomen                 |
| G       | uitgeschakeld in de groepsfase   |
| 1R      | uitgeschakeld in de eerste ronde |
| 2R      | uitgeschakeld in de tweede ronde |
| 3R      | uitgeschakeld in de derde ronde  |
| 4R      | uitgeschakeld in de vierde ronde |
| KF      | uitgeschakeld in de kwartfinale  |
| HF      | uitgeschakeld in de halve finale |
| F       | de finale verloren               |
| W       | het toernooi gewonnen            |
| w-v     | winst/verlies-balans             |

### Enkelspel
| Grandslamtoernooien   |      |      |               |               |               |       |      |       |
| Australian Open       | –    | –    | 2R            | –             | 1R            | 2R    | 1R   | 2-4   |
| Roland Garros         | 2R   | –    | –             | –             | –             | 1R    | –    | 1-2   |
| Wimbledon             | –    | –    | –             | –             | 1R            | 1R    | –    | 0-2   |
| US Open               | 1R   | 1R   | –             | –             | 2R            | 1R    | 1R   | 3-10  |
| Winst-verlies         | 1-2  | 0-1  | 1-1           | 0-0           | 1-3           | 1-4   | 0-2  | 4-13  |
| Tennis Masters Cup    |      |      |               |               |               |       |      |       |
| ATP World Tour Finals | –    | –    | –             | –             | –             | –     | –    | 0-0   |
| ATP Masters 1000      |      |      |               |               |               |       |      |       |
| Indian Wells          | –    | –    | –             | –             | 1R            | 1R    | –    | 0-2   |
| Miami                 | –    | –    | –             | –             | –             | 1R    | –    | 0-1   |
| Monte Carlo           | –    | –    | 1R            | –             | –             | –     | –    | 0-1   |
| Madrid                | –    | –    | –             | –             | 2R            | –     | –    | 1-1   |
| Rome                  | –    | 1R   | 1R            | –             | 1R            | –     | –    | 0-3   |
| Hamburg               | –    | –    | l.c.          | l.c.          | l.c.          | l.c.  | l.c. | 0-0   |
| Montréal/Toronto      | –    | 2R   | –             | –             | –             | –     | –    | 1-5   |
| Cincinnati            | –    | –    | –             | –             | –             | –     | –    | 0-0   |
| Shanghai              | l.c. | l.c. | –             | –             | –             | –     | –    | 0-0   |
| Parijs                | –    | –    | –             | –             | –             | –     | –    | 0-0   |
| Olympische Spelen     |      |      |               |               |               |       |      |       |
| Olympische Spelen     | g.t. | –    | geen toernooi | geen toernooi | geen toernooi | –     | g.t. | 0-0   |
| Statistieken          |      |      |               |               |               |       |      |       |
| titels per jaar       | 0    | 0    | 0             | 0             | 0             | 0     | 0    | 0     |
| Totaal winst-verlies  | 1-1  | 6-7  | 5-12          | 0-1           | 5-12          | 17-23 | 2-9  | 36-66 |
| Eindejaarsranking     | 142  | 127  | 159           | 212           | 75            | 95    | 188  |       |

### Mannendubbelspel
| Grandslamtoernooien   |      |               |               |               |      |      |       |
| Australian Open       | –    | –             | –             | –             | 2R   | 2R   | 2-2   |
| Roland Garros         | –    | –             | –             | –             | 1R   | –    | 0-1   |
| Wimbledon             | 2R   | –             | –             | 1R            | 1R   | –    | 1-3   |
| US Open               | –    | –             | –             | –             | 1R   | –    | 0-1   |
| Winst-verlies         | 1-1  | 0-0           | 0-0           | 0-1           | 1-4  | 1-1  | 3-7   |
| Tennis Masters Cup    |      |               |               |               |      |      |       |
| ATP World Tour Finals | –    | –             | –             | –             | –    | –    | 0-0   |
| ATP Masters 1000      |      |               |               |               |      |      |       |
| Indian Wells          | –    | –             | –             | –             | –    | –    | 0-0   |
| Miami                 | –    | –             | –             | –             | –    | –    | 0-0   |
| Monte Carlo           | –    | –             | –             | –             | –    | –    | 0-0   |
| Hamburg               | –    | l.c.          | l.c.          | l.c.          | l.c. | l.c. | 0-0   |
| Rome                  | KF   | 2R            | –             | –             | 1R   | 2R   | 4-4   |
| Madrid                | –    | –             | –             | –             | –    | –    | 0-0   |
| Montréal/Toronto      | –    | –             | –             | –             | –    | –    | 0-0   |
| Cincinnati            | –    | –             | –             | –             | –    | –    | 0-0   |
| Shanghai              | l.c. | –             | –             | –             | –    | –    | 0-0   |
| Parijs                | –    | –             | –             | –             | –    | –    | 0-0   |
| Olympische Spelen     |      |               |               |               |      |      |       |
| Olympische Spelen     | –    | geen toernooi | geen toernooi | geen toernooi | –    | g.t. | 0-0   |
| Statistieken          |      |               |               |               |      |      |       |
| titels per jaar       | 0    | 0             | 0             | 0             | 0    | 0    | 1     |
| Totaal winst-verlies  | 3-5  | 2-6           | 0-1           | 0-1           | 4-13 | 4-7  | 16-35 |
| Eindejaarsranking     | 86   | 293           | 126           | 226           | 223  | 179  |       |